# Jan Zagajewski
Jan Walenty Zagajewski (ur. 12 stycznia 1946) – polski urzędnik państwowy i menedżer, w latach 1993–1995 podsekretarz stanu w Urzędzie Rady Ministrów.

## Życiorys
W 1972 skończył studia na Politechnice Warszawskiej. Związał się z PSL, został szefem sztabu koordynującego pracę premiera Waldemara Pawlaka, a także szefem Ośrodka Szkolenia Spółdzielców. Od 29 czerwca do 31 lipca 1992 pozostawał dyrektorem generalnym, a potem do stycznia 1993 wicedyrektorem Bazy Gospodarczo-Recepcyjnej Urzędu Rady Ministrów. Powrócił do URM jako podsekretarz stanu, pełniąc tę funkcję od 15 grudnia 1993 do 20 listopada 1995 i odpowiadając m.in. za kwestie administracji, finansów i informatyki). Podał się do dymisji w związku ze sprawą nieprawidłowości dotyczących rządowych mieszkań i tzw. afery InterAms (dotyczącej komputeryzacji URM).
W latach 1994–1995 zasiadał w radzie nadzorczej Telekomunikacji Polskiej, następnie pracował w centrali PZU. Później działał jako członek zarządów i rad nadzorczych różnych firm, m.in. Ciech SA i Polskich Sieci Elektroenergetycznych. Został członkiem rady Fundacji Centrum Europejskie Natolin i prezesem Polsko-Greckiej Izby Gospodarczej.